# Arnout
Arnout of Arnoud is een jongensnaam. De naam is samengesteld uit de Germaanse stam arn ("arend") en wald ("heersen"). De naam betekent in geheel (als Arnoald, Arnwald, Arnvald, Arnbald of Arnbold) dus zoveel als "hij die heerst als een arend" (of adelaar).
De volgende namen zijn enkele varianten of afgeleiden van Arnout:
- Aart, Arend, Arne, Arno, Arnon, Arnold, Arnoldus, Nol, Nolle, Noud, Nout, Aartje, Arna.

De naam Aart kan ook zijn afgeleid van Arthur.
Enkele varianten of afgeleiden van Arnaud:
- Arnauld, Arnauldo, Arnald, Arnoul, Arnould, Arnoult, Arnvald, Aulnay, Naud, Naudet, Naudin, Arni en Arnaude (vrouwelijk).

In Franstalige landen komt de naam Arnaud (vroeger: Arnoul, deze kan ook afgeleid zijn van Arnulf) voor, die ook als achternaam wordt gebruikt.

## Naamdag
- 10 februari: gedenkdag van de heilige Sint Arnaud († 1255)

## Bekende naamdragers

### Aart
- Aart Staartjes (1938-2020), Nederlandse acteur
- Aart Lus (???), Nederlandse producer, onderdeel van het Friese duo Aart Lus & Ed Lip
- Aart Mekking (1944), Nederlands architectuurhistoricus
- Aart Arnout van Schelven (1880-1954), Nederlands hoogleraar
- Aart Zeeman (1956), Nederlandse journalist

### Arend
- Arend Glas (1968), Nederlandse bobsleeër
- Arend Heyting (1898-1980), Nederlandse wiskundige

### Arnaud
Als voornaam

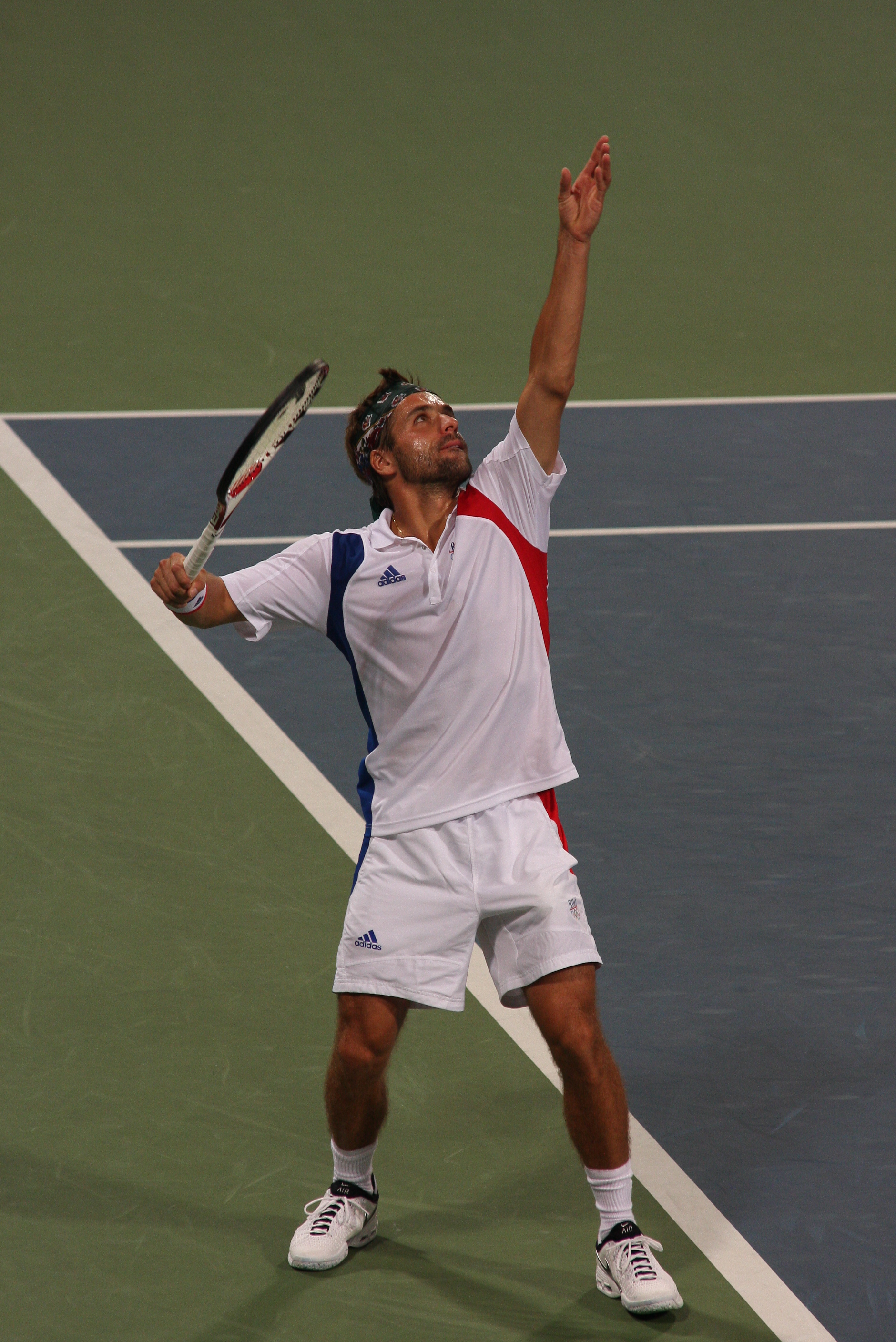
Arnaud Clément, tennisspeler.

- Arnaud Coyot (1980), Franse wielrenner
- Arnaud Clément (1977), Franse tennisspeler
- Arnaud Decléty (1933-2000), Belgische politicus
- Arnaud Gérard (1984), Franse wielrenner
- Arnaud Ghislain (1988), Belgische atleet
- Arnaud Grispen (1956), Belgische auteur van numismatische boeken
- Arnaud Hintjens (zanger), zie Arno
- Arnaud Labbe (1976), Franse wielrenner en veldrijder
- Arnaud Langenaeken (1973), Belgische golfer
- Arnaud Le Lan (1978), Franse voetballer
- Arnaud Massy (1877-1950), Franse golfprofessional
- Arnaud Maire (1979), Franse voetballer
- Arnaud Tournant (1978), Franse baanwielrenner
- Arnaud d'Audenarde (ca. 1180-1242), Vlaamse edelman
- Arnaud di Pasquale (1979), Franse tennisspeler

Als achternaam
- Davy Arnaud (1980), Amerikaanse voetballer
- Dominique Arnaud (1959), Franse wielrenner
- Henri Arnaud (1641-1721), pastor van de waldenzen
- Loris Arnaud (1987), Franse voetballer van Martinikaanse afkomst
- Michel Arnaud (1915-1990), Franse generaal
- Michèle Arnaud (1919-1998), Franse zangeres (Micheline Caré)

### Arne
- Arne Anderberg (1954), Zweedse botanicus
- Arne Baeck (1985), Vlaamse toneelregisseur en acteur
- Arne Dankers (1980), Canadese langebaanschaatser
- Arne Friedrich (1979), Duitse profvoetballer
- Arne Jansen (1951-2007), Nederlandse zanger
- Arne Næss  (1912–2009), Noorse filosoof
- Arne Toonen (1975), Nederlandse filmregisseur

### Arno
- Arno (1949–2022), Belgische zanger (Arnaud Hintjens)
- Arno Rutte (1972), VVD-politicus

### Arnol
- Arnol Kox (1952), Nederlandse straatprediker in Eindhoven

### Arnoul
- Arnoul d'Oudrehem (130?-1370), oud maarschalk van Frankrijk. De naam kan ook afstammen van Arnulf (voornaam)

### Arnold
- Arnold, variant van dezelfde jongensnaam

Heersers
- Arnold I van Couserans (ca. 900-957), deelgraaf van Comminges
- Arnold II van Comminges (970-?), graaf van Comminges
- Arnold III van Comminges (1035-1070), graaf van Comminges
- Arnold I van Loon (?-1126), graaf van Loon
- Arnold II van Loon (eind 11e/begin 12e eeuw-1138/9), graaf van Loon
- Arnold III van Loon (eind 12e eeuw-1221), graaf van Loon
- Arnold IV van Loon (?-1272/3), graaf van Loon en Chiny
- Arnold V van Loon (?-1328), graaf van Loon, Chiny en Agimont
- Arnold van Egmont of Gelre (1410-1473), hertog van Gelre en graaf van Zutphen
- Arnold van Horne (1360-1404), heer van Baucignies en Heeze
- Arnold van Horne (1460-1505), heer van Houtkerke, Gaasbeek, Heeze en Geldrop
- Arnold van Soissons of Arnulf van Tiegem (1040-1087), heilige

Bisschoppen van Utrecht
- Arnold I: Arnold van Isenburg (?-1197)
- Arnold II: Arnold van Horne (bisschop) (1339-1389), tevens prins-bisschop van Luik

Overige personen
- Arnold Damen (1815-1890), Missionaris in de V.S.
- Arnold Delsupexhe (1869-1878), Belgisch violist
- Arnold Pihlak (1902-1982), Estische voetballer
- Arnold Heertje (1934), Nederlandse econoom
- Arnold Karskens (1954), Nederlandse oorlogsverslaggever en onderzoeksjournalist
- Arnold Schwarzenegger (1947), Oostenrijks-Amerikaanse bodybuilder, acteur en politicus
- Arnold Schönberg (1874-1951), Amerikaanse componist

### Arnout
- Arnout de Muyser, genretafereelschilder uit de tweede helft van de 16e eeuw
- Arnout Hauben (1976), Belgisch televisieregisseur en reporter
- Arnout Jan de Beaufort (1912-1966), Nederlands burgemeester